# 2BB2 3200
La 242 AE 1 est une ancienne locomotive électrique du PLM, devenue 2BB2 3201 lors de sa renumérotation quand elle intègre le parc moteur de la SNCF.
C'est un des prototypes destinés à l'exploitation de la ligne de la Maurienne électrifiée par troisième rail en courant continu à la tension de 1,5 kV. Conçue pour la traction des trains express à vitesse élevée, elle se révèle mal adaptée à cet usage, sa puissance étant jugée insuffisante ; c'est pourquoi elle ne circule que dans la partie la moins pentue de la ligne, et en tête de trains légers. Malgré tout, grâce à une fiabilité sans faille, elle n'est radiée qu'en 1967.

## Genèse du prototype
En 1920, la Compagnie des chemins de fer de Paris à Lyon et à la Méditerranée envisage l'électrification de la ligne de la Côte d'Azur en courant continu à la tension de 1,5 kV. La compagnie décide l'année suivante de réaliser au préalable un essai sur la ligne de Culoz à Modane (ligne de la Maurienne). Sa longueur raisonnable, son trafic moyen, la proximité de sources d'énergie hydroélectrique et ses fortes rampes constituent un champ d'expérimentation idéal pour la définition du matériel de traction.
Le PLM commande pour cela, à partir de 1922, quatre prototypes et une courte série de locomotives de vitesse pour les trains rapides de voyageurs. La 242 AE 1 est l'un de ces prototypes.
Toutes les locomotives commandées pour assurer la traction électrique de la ligne de la Maurienne reçoivent le surnom de « Dinosaures du PLM ».

## Description

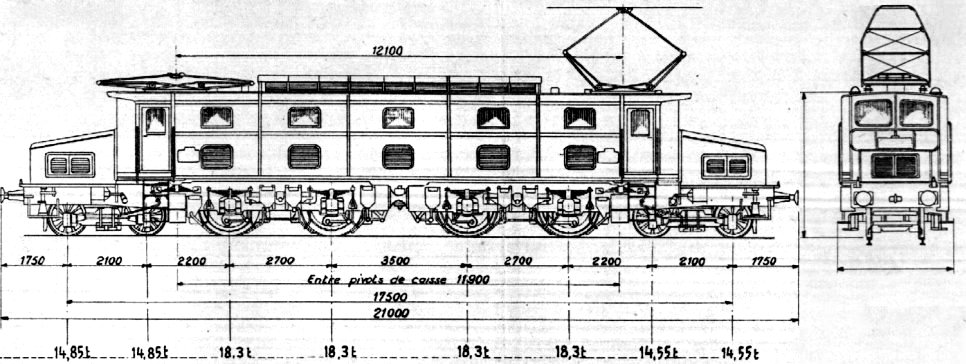
Plan de la 242 AE 1 du PLM.

Ce prototype destiné à la traction des trains de voyageurs sur la ligne de la Maurienne est construite par la Société alsacienne de constructions mécaniques. Elle se présente sous la forme d'une locomotive à caisse unique, chaque extrémité de la machine étant prolongée par un capot volumineux.
L'alimentation en courant électrique se fait par la caténaire par l'intermédiaire de deux pantographes en toiture ou par un troisième rail latéral, spécificité de la ligne, grâce à des frotteurs installés aux quatre angles de la locomotive, au niveau des bogies porteurs. Dans un but expérimental, les deux bogies moteurs de la locomotive diffèrent par le type de transmission des moteurs aux roues ; l'un d'eux, à arbres creux et biellettes, est repris sur la courte série des 2D2 5300.
La locomotive arbore plusieurs livrées au cours de sa carrière. Tout d'abord peinte en vert PLM, elle évolue vers le vert extérieur lorsqu'elle est intégrée au parc de la SNCF et renumérotée 2BB2 3201. Enfin, en 1953, la partie basse de sa caisse est vert celtique et la partie haute vert bleuté clair.

## Carrière
La locomotive est basée au dépôt de Chambéry et mise en service le 21 décembre 1926. Ses capacités de traction sont jugées faibles ; elle ne circule de ce fait que dans la partie basse de la ligne jusqu'à Saint-Jean-de-Maurienne en tête des trains les moins lourds. Elle n'est radiée que le 24 février 1967 en raison de sa fiabilité exemplaire.
La locomotive est démolie à Culoz comme tous les autres « Dinosaures du PLM ».